# Alexandrit
Alexandrit patří mezi nejcennější drahokamy a je nejvzácnější varietou minerálu chryzoberylu, který je ruským národním drahokamem. Objeven byl poměrně pozdě, 17. dubna 1834 finským mineralogem N. Nordenskjöldem ve „Smaragdových dolech“ na Uralu.

## Vznik
Jeho původ je magmatický v pegmatitech nebo metamorfní v asociaci se skorylem, fenakitem a dalšími nerosty.

## Vlastnosti
Kámen budil od samého počátku velkou pozornost pro svou nápadnou barvoměnu, kterou vědci nemohli zpočátku vysvětlit. Proto byl podobně jako i jiné drahokamy před ním rychle opředen legendami a přičítaly se mu nejrůznější vlastnosti. Nejčastěji se o něm říkalo, že je ve dne zeleným smaragdem a v noci fialovým ametystem.
Dnes už je tato záhada vysvětlena. Kámen zbarvený železem a chromem silně pohlcuje centrální část světelného spektra, které do kamene vstupuje a má jiné složení ve dne při přirozeném světle slunce a jiné při jakémkoli umělém osvětlení. Pochopení podstaty tohoto jevu umožnilo vytvořit syntetické napodobeniny podobných vlastností. „Alexandritový“ efekt byl vyvinut u syntetických korundů, jimiž se přírodní alexandrit nejčastěji imituje.

## Využití
Kvalitní alexandrity se řadí mezi nejdražší drahé kameny na světě. Jsou velice vzácné a jejich nalezené vzorky nepřesahují velikost tří karátů. Často mívají spoustu vnitřních inkluzí, díky kterým je lze snadno rozlišit od syntetických minerálů. Také se mohou použít jako aktivní součást laseru například pro řezání materiálů.

## Naleziště
Naleziště alexandritu jsou v Rusku, na Srí Lance a v Brazílii.